# Louise Catherine Breslau
Louise Catherine Breslau (Munique, 6 de dezembro de 1856 – Neuilly-sur-Seine, 12 de maio de 1927) foi uma pintora impressionista alemã, nascida no Reino da Baviera.
Louise aprendeu a pintar para passar o tempo enquanto se recuperava de várias crises de asma na infância. Estudou na Academia Julian, em Paris, tendo exposto seus trabalhos na Société Nationale des Beaux-Arts, onde se foi reconhecida como uma pintora respeitada por figuras notáveis da época como Edgar Degas e Anatole France.

## Biografia
Louise nasceu em 1856, em Munique, em uma família judia de ascendência polonesa. Em 1858, seu pai aceitou um cargo como professor e chefe de obstetrícia e ginecologia da Universidade de Zurique e a família se mudou para a Suíça. Dr. Breslau morreu subitamente em dezembro de 1866 após uma infecção contraída após uma necropsia.
Tendo sofrido com asma a vida inteira, Louise começou a desenhar ainda criança como forma de passar o tempo em que passava acamada. Sua infância foi passada em Zurique, onde estudou música, principalmente piano, arte e idiomas, como muitas moças de famílias burguesas. Quando adulta, abandonou o uso do primeiro nome, Maria, talvez devido ao preconceito contra famílias judias na época.

## Carreira
Após a morte do pai, Louise foi enviada a um convento, perto do Lago Constance, onde se esperava que sua asma melhorasse. Acredita-se que foi durante sua estada neste convento que seus talentos artísticos se revelaram. No final do século XIX, jovens moças de famílias burguesas fossem educadas nas artes domésticas, bordado e leitura. Seguir uma carreira, ainda que artística, não era comum para uma mulher.
Em 1874, depois de ter aulas de pintura com um artista suíço local, Eduard Pfyffer (1836–1899), Louise sabia que teria que deixar a Suíça para poder estudar arte e seguir carreira como pintora. Um dos únicos lugares a aceitar moças era a Academia Julian, em Paris. Na academia começou a achamar a atenção dos professores e a despertar o ciúme de alguns colegas. Louise também fez amizades duradouras com outras artistas como Sarah Purser, Jenny Zillhardt e Madeleine Zillhardt.
Em 1879, Louise foi a única estudante do atelier feminino da Academia Julian a expôr no Salon de Paris. Pouco depois, Louise muda seu nome, deixando de usar Maria e abre seu próprio atelier, tornando-se uma pintora prolífica, que expunha seus trabalhos anualmente no Salon. Com as críticas positivas a seu trabalho, Louise recebia várias encomendas de parisienses ricos. Em 1890, filiou-se à Société Nationale des Beaux-Arts, onde exibiu em suas exposições e também trabalhou como jurada. Foi a primeira artista estrangeira e a terceira mulher a ser reconhecida com a medalha da Ordem Nacional da Legião de Honra da França.
Ao longo dos anos, Louise se tornaria amiga de vários pintores e escritores proeminentes da época como Edgar Degas e Anatole France. Louise nunca se casou, mas teve um longo relacionamento com uma de suas amigas da Academia Julian, Madeleine Zillhardt, com quem viveu por mais de 40 anos. Madeleine se tornaria sua musa, modelo e confidente.
Durante a Primeira Guerra Mundial, Louise e Madeleine permaneceram em sua casa nos arredores de Paris. Ainda que tenha sido naturalizada suíça na adolescência, Louise jurou lealdade à França, tendo pintado e desenhado várias ilustrações e quadros de soldados e enfermeiras franceses no fronte. Após a guerra, Louise se retirou da vida pública e passou boa parte do seu tempo pintando flores de seu jardim e entretendo os amigos.

## Morte
Louise morreu em 12 de maio de 1927, em sua casa em Neuilly-sur-Seine, aos 70 anos, após uma longa doença. Seguindo seu testamento, Madeleine herdou seus trabalhos e posteriormente doou 60 desenhos e pinturas de Louise para o Musée des Beaux-Arts, em Dijon. Em 1932, Madeleine publicou um livro sobre a vida de Louise, chamado Louise Catherine Breslau et ses amis (Louise Catherine Breslau e seus amigos).
A École des Beaux-Arts, em Paris, organizou uma exposição em sua homenagem em 1928 e, em 1932, foi feita uma exposição em retrospectiva de seu trabalho na Galeria Charpentier, dedicada a todas as mulheres que estudaram na Academia Julian. Louise foi sepultada perto de sua mãe no pequeno cemitério da cidade de Baden, na Suíça.

## Galeria

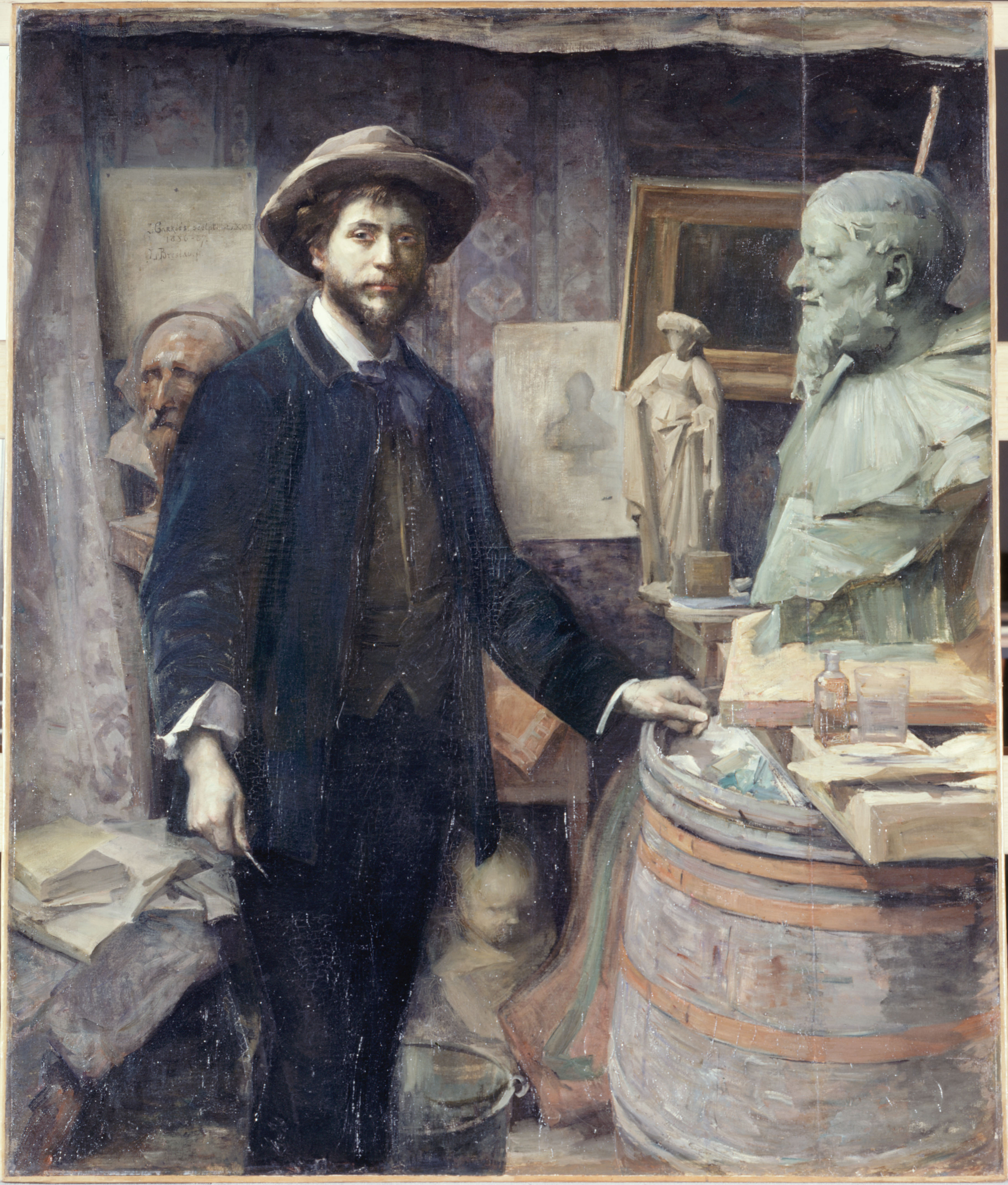
Escultor Jean Carriès em seu estúdio, entre 1885 e 1886
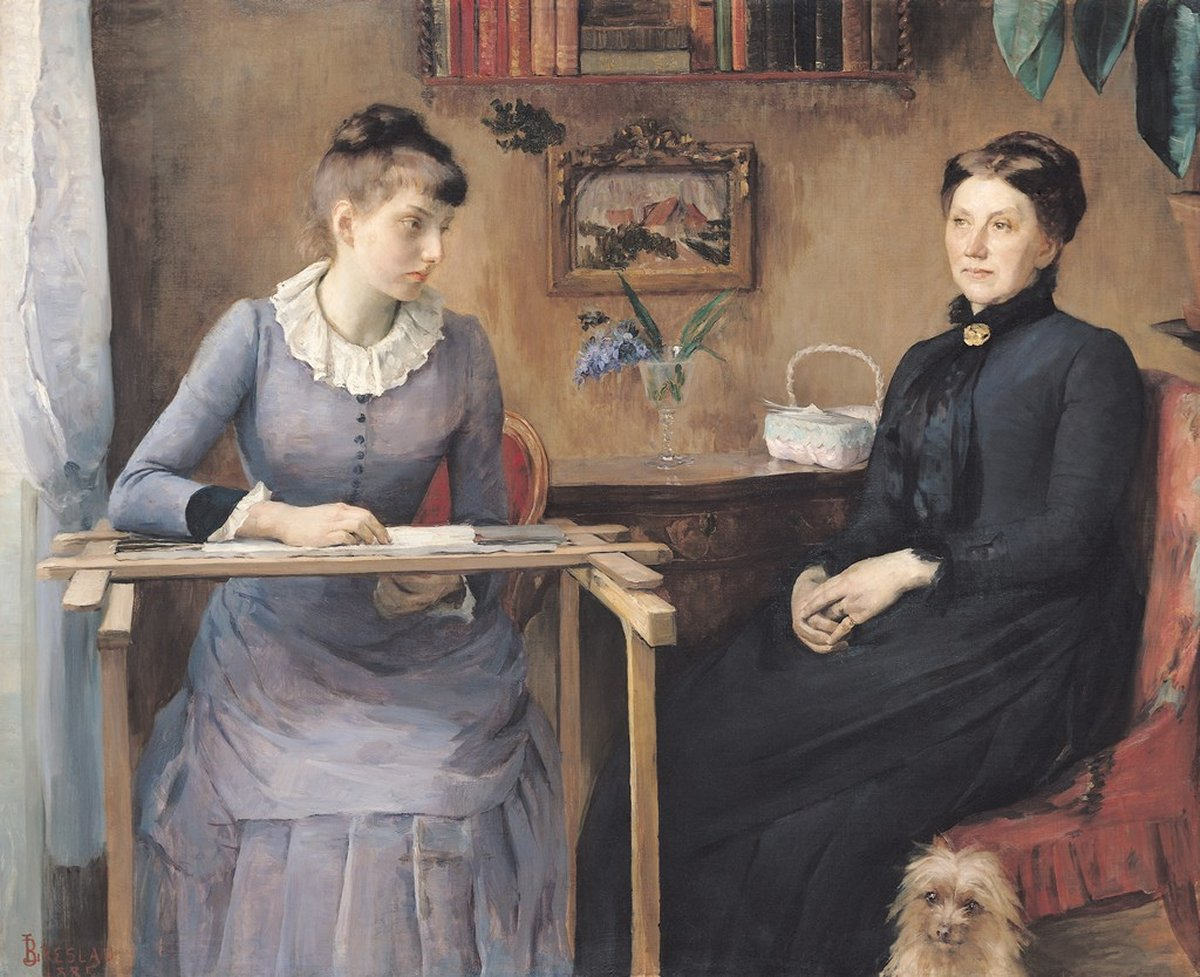
Intimacy (mãe e irmã de Louise Catherine Breslau), 1885
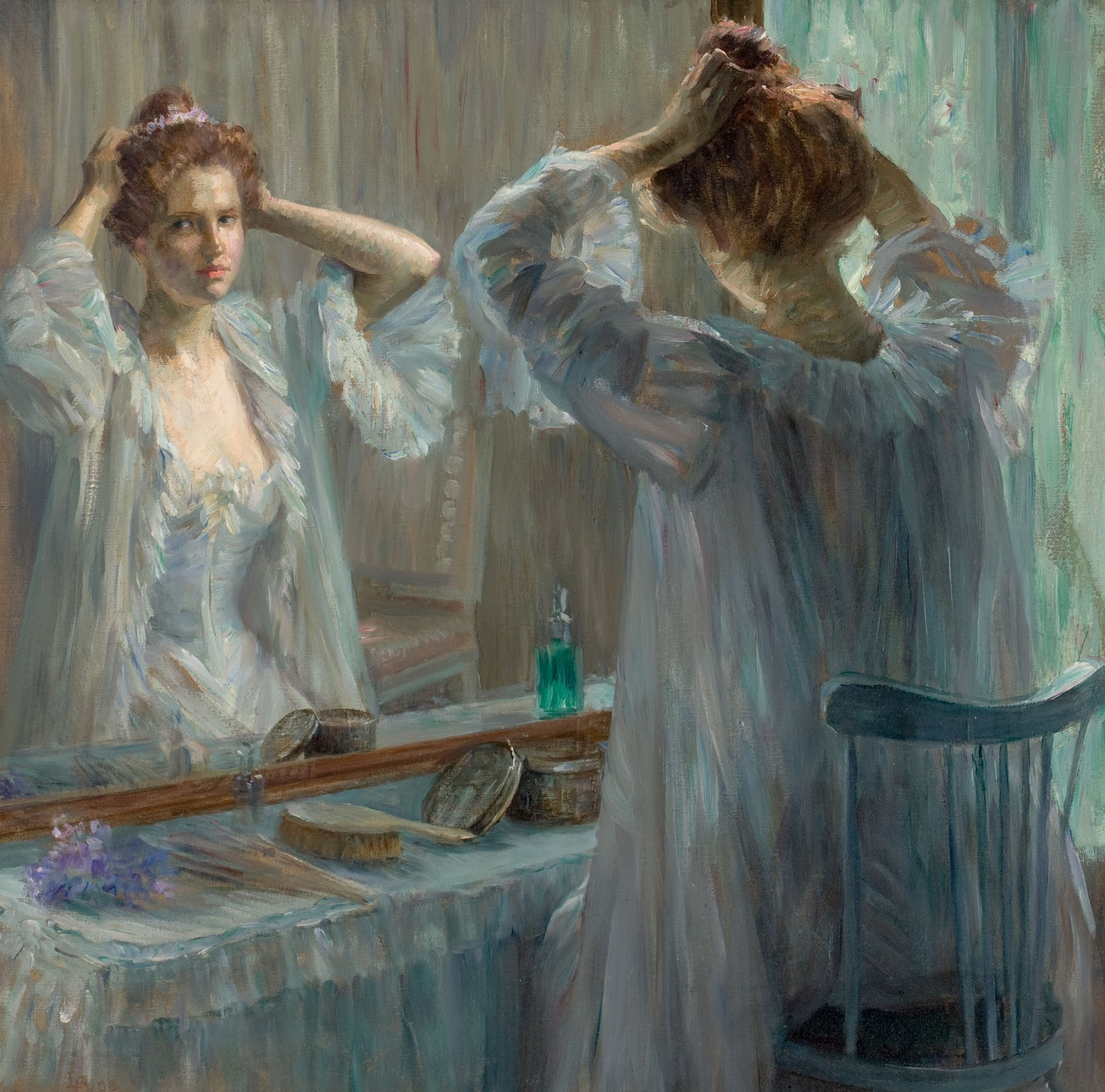
The Toilette, 1898
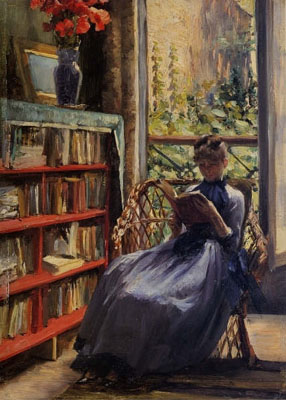
The Reader, 1900
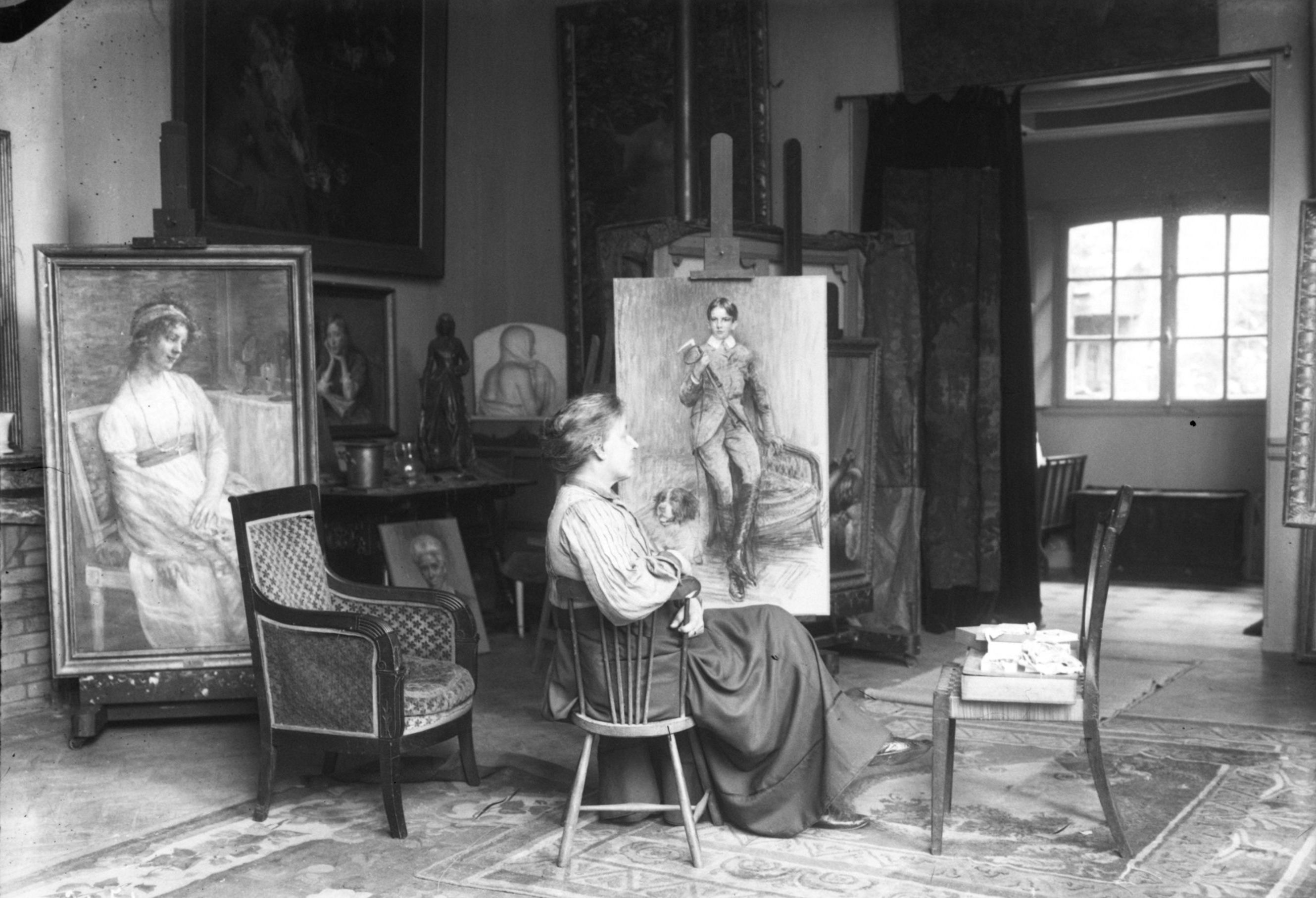
Louise Catherine Breslau em seu estúdio, 1912
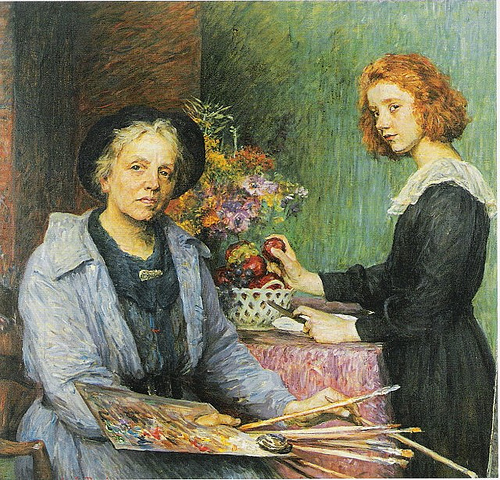
The Artist and Her Model, 1921
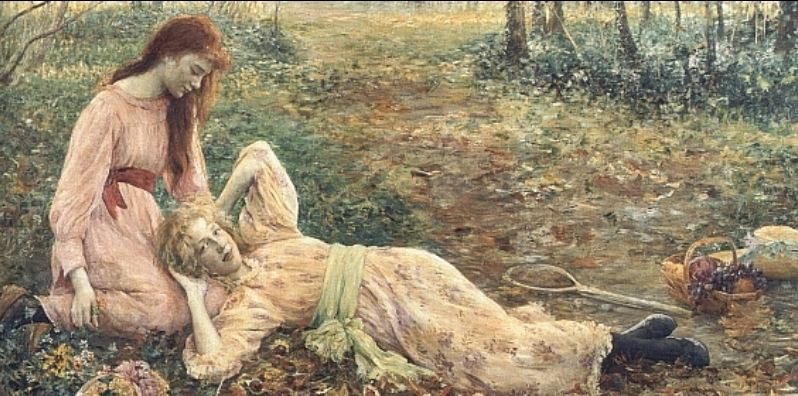
Gamines, comprado pelo governo francês em 1890
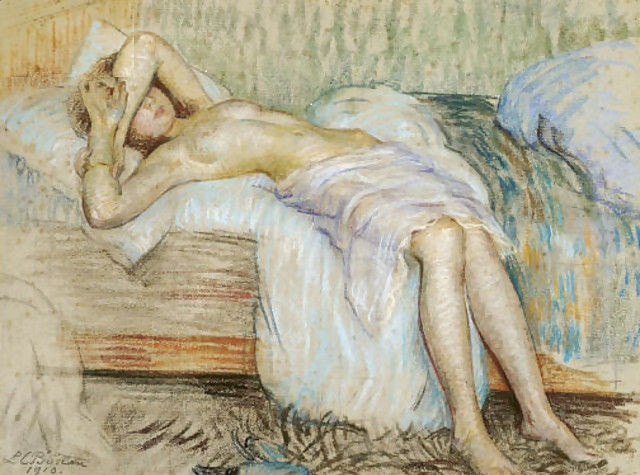
Paresse matinale, 1900